# Urania (Almanach)
Die Reihe Urania. Taschenbuch auf das Jahr … war ein von 1810 bis 1848 in 35 Bänden erschienener Musen-Almanach, der von Brockhaus verlegt und später auch herausgegeben wurde. Benannt sind die Urania-Taschenbücher nach der Göttin Aphrodite Urania.
Namhafte Autoren und auch Autorinnen der Biedermeierzeit und der Hoch- und Spätromantik publizierten dort teils politisch und gesellschaftlich brisante Kurzgeschichten, Essays (wie Wilhelm Müllers Lord Byron), acht Theaterstücke und Lyrik. In den Taschenbüchern waren außerdem Kupferstiche abgedruckt. Ab 1821 war Urania in Österreich von der Zensur verboten.

## Beschreibung

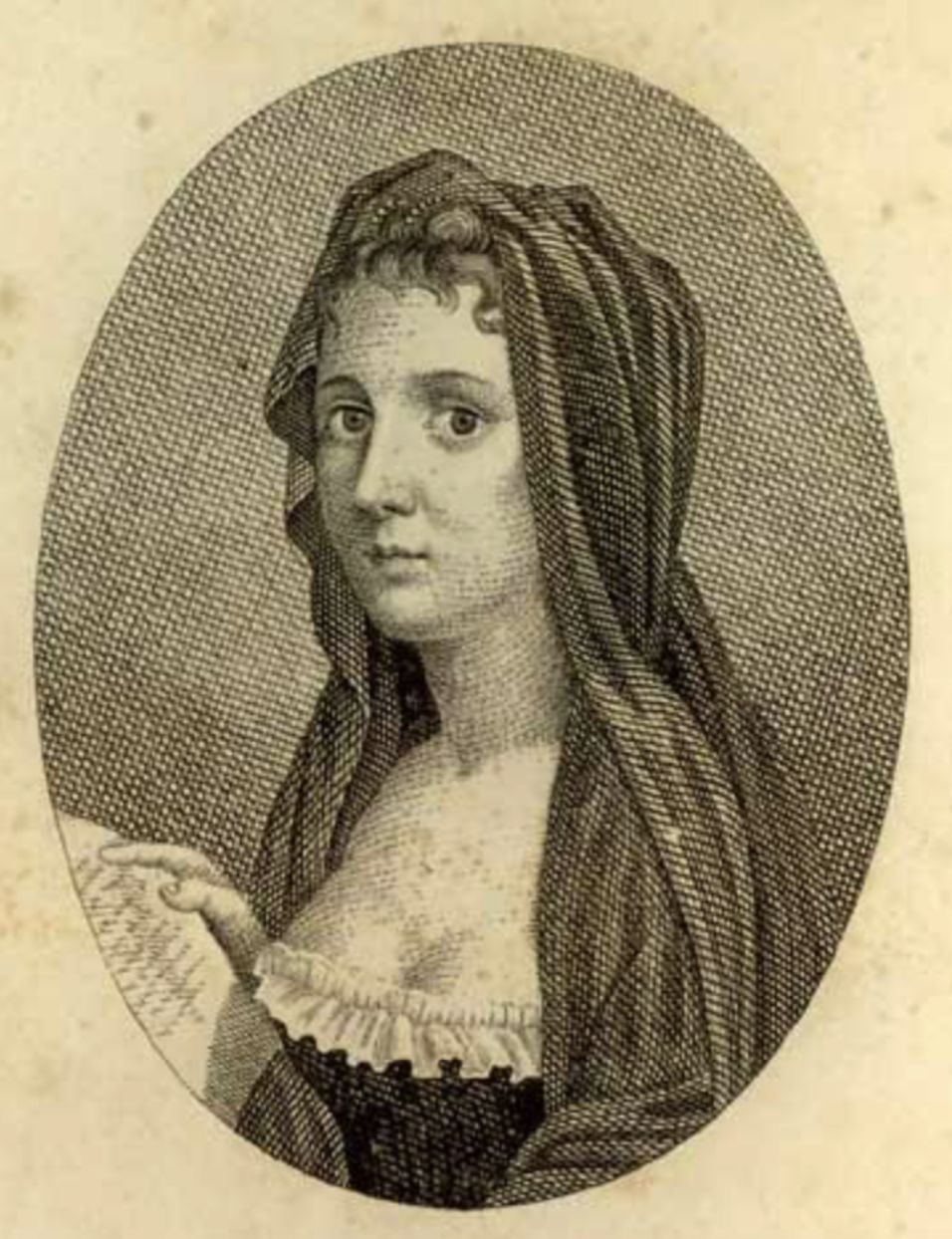
Johanne Karoline Wilhelmine Spazier

Die ersten beiden Jahrgänge wurden von der Dichterin Wilhelmine Spazier zusammengestellt und herausgegeben. In einer „Vorerinnerung“ der ersten Ausgabe von 1810 schrieb sie:

„Wie Freundschaft und Liebe in ihren unendlichen Gestalten das wahrhaft Himmlische im Leben bezeichnen, so begehrt auch Urania, die Himmlische, unter deren Schutze sie stehen, hier als ihre Patronin und Heilige angesehen zu werden: der Darstellungen nämlich, welche, seit einer kleinen Reihe von Jahren als Taschenbuch für Freundschaft und Liebe die Zuneigung der Leser zu gewinnen suchten, und die nun hier unter dem Namen ihrer Göttin selber auftreten.“

Die folgenden Jahrgänge gab Friedrich Arnold Brockhaus heraus. Er initiierte zudem zwischen 1816 und 1822 einen Schreibwettbewerb. Die besten Texte publizierte er in Urania.
Nach seinem Tod übernahmen seine Söhne Friedrich und Heinrich Brockhaus die Herausgabe.

## Jahrgänge (Auswahl)

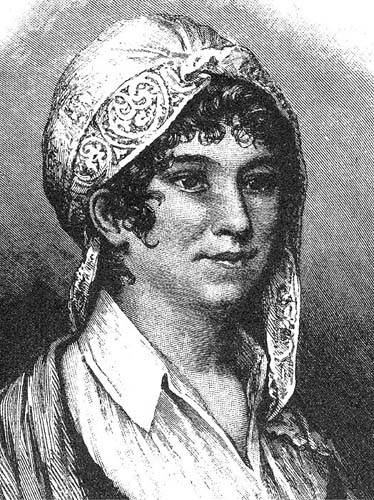
Therese Huber, Schriftstellerin

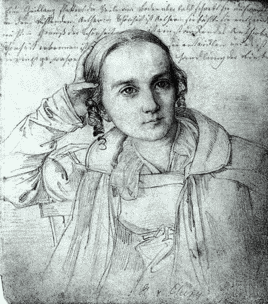
Helmina von Chézy

### Taschenbuch für Damen auf das Jahr 1818
Quelle:
- Helmina von Chézy: Sinngedichte aus dem Persischen
- Conz.: Die Verlassene
- Friedrich de La Motte Fouqué: Der Hirt des Riesengebirges (Eine Sage)
- Haug: Epistel an Brockhaus
- Hesekiel: Des Dichters Weihe (poetische Epistel)
- Joseph Freiherr von Hormayr: Philippine Welger von Augsburg, Gemahlin Ferdinands, Erherzogin von Österreich
- Therese Huber geb. Henne: Theorrytes, eines Priesters Geschichte
- Frau Krug von Nidda: Der Schnellgenesende
- Otto Graf von Loeben:
  - Weinmärchen
  - Leda (Erzählung)
  - Gesänge: Wasserlust, Das Ideal der Antike, Correggio
- Ernst Ludwig: Beruhigung
- Messerschmid:
  - Christus unter den Kindern
  - Der Spaziergang
- Karl Gottlieb Prätzel: Der Totenkopf (poetische Erzählung)
- Friedrich Rückert: Buntes aus einem Tagebuche
  - Der Apotheker, Im Theater, An die Sonne, Doppeltes Schauspiel, Die geschorenen Locken, Nächtlicher Spaziergang, Das hölzerne Bein, Fortpflanzung und Übervölkerung, Die Reiche der Natur, Dichterehe
- Friedrich Schiller: Aus dessen Nachlass
- Henriette Schubart: Die Blume (Ein Märchen in vier Bildern)
- Ernst Schulze: Die bezauberte Rose (Romantische Erzählung in drei Gesängen)
- Simplicissimus: Bergpredigt
- Ungenannt: Der besternte Knabe
- Wetzel: Zum Andenken, Sängers Weihe, Sängers Vollendung

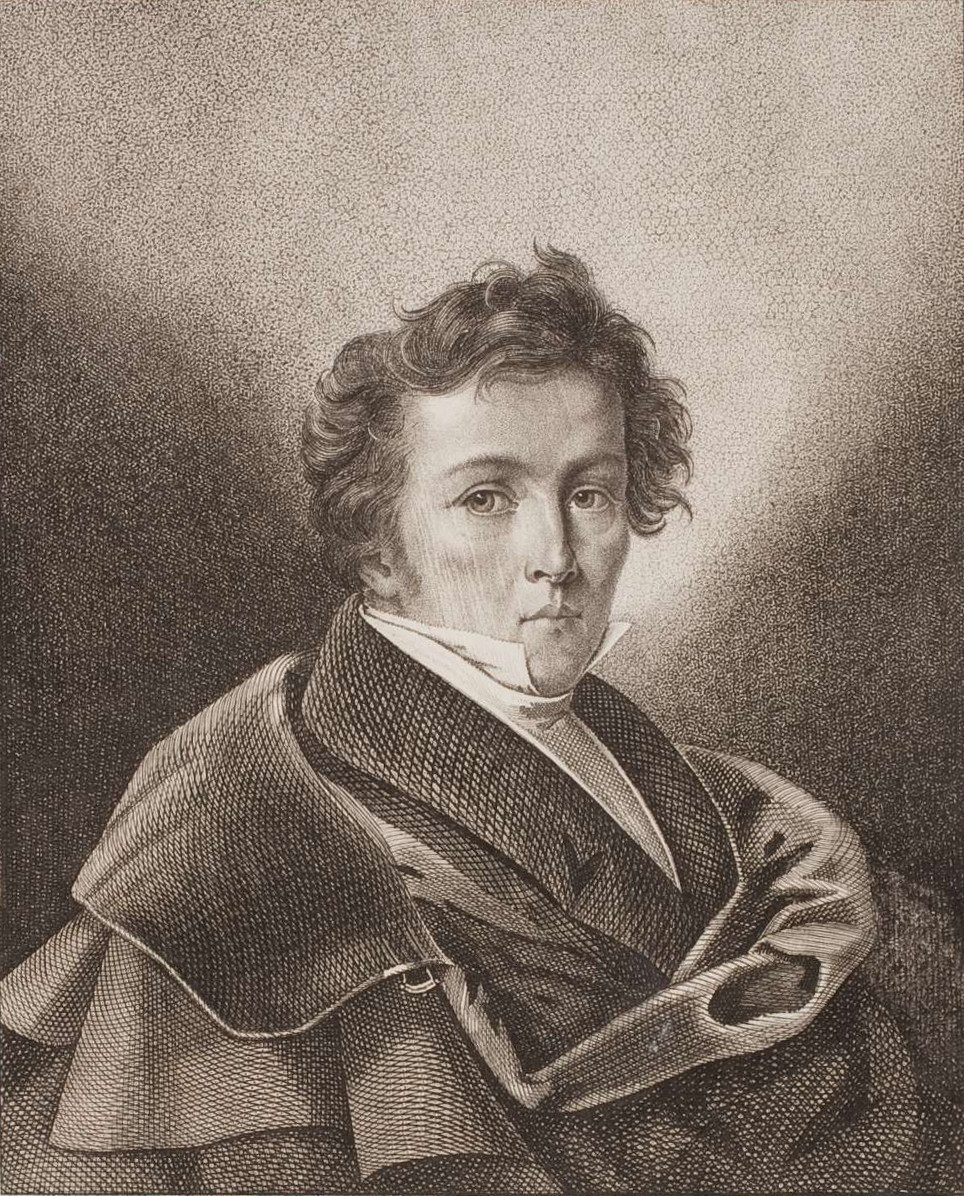
Wilhelm Müller, politisch aktiver Autor und Dichter der Winterreise.

### Taschenbuch auf das Jahr 1822
Quelle:
- Friedrich Mosengeil: Sieg der Kunst, der Künstlers Lohn (prosaische Erzählung)
- Wilhelm von Schütz: Die Reise mit Amor
- Friedrich Rückert: Vierzeilen
- Wilhelm Müller: Wanderlieder
- Carl August Böttiger: Radegundis und Amalfred, oder die letzten Alt-Thüringer
- Gustav Schwab: Otto der Schütz (Zehn Romanzen)
- Wilhelm Müller: Lord Byron
- Friedrich Rückert: Ritornelle
- Ausstellungen aus den Reisen und Abenteuern von Jean Jaques Casanova de Seingalt (nach dem in französischer Sprache geschriebenen Original-Manuscript bearbeitet von Wilhelm von Schütz) Erstveröffentlichung eines Auszugs von dessen Übersetzung der Geschichte meines Lebens
  - Joseph Balsamo, genannt Cagliostro, und sein Zusammentreffen mit Casanova in Aix
  - Casanova’s Duell in Warschau mit dem Grafen Branicki
  - Casanova’s Besuch bei Haller und bei Voltaire
- Vermischte Gedichte von Otto Freiherr von der Malsburg (Der Mensch), Wilhelm Müller (Assonanzen, Ländliche Lieder), Karl Streckfuss (Der Traum, Pipin der Kurze), Helmina von Chézy (Frühlingsliederstrauss, An Otto von der Malsburg)
- Friedrich Arnold Brockhaus (alias Guntram)[12]: Die Nebenbuhlerin ihrer selbst

### Taschenbuch auf das Jahr 1823
Quelle:
- Carl August Böttiger: Sabina an der Künste von Neapel
- Friedrich Rückert: Edelstein und Perle
- Friedrich Mosengeil: Florentin (Novelle)
- Karl Streckfuss: Selbstgespräche (Sonettenkranz)
- Wilhelm Müller: Wanderlieder – Die Winterreise in 12 Liedern (später als Winterreise vertont von Franz Schubert)
- Otto Freiherr von der Malsburg: Der Gefangene (Novelle)
- Gustav Schwab: Gedichte
- Gustav Schilling: Rosen und Lilien (Erzählung)
- Friedrich Rückert: Lieder
- Friedrich von Raumer: Die Eroberung von Constantinopel im Jahre 1204
- Wilhelm Müller: Ländliche Lieder
- Wilhelm von Schütz: Fragmente aus Casanova’s handschriftlichen Memoiren
  - 1. Casanova in London
  - 2. Casanova’s Flucht aus den Bleikammern von Venedig
- August Graf von Platen: 12 Sonette

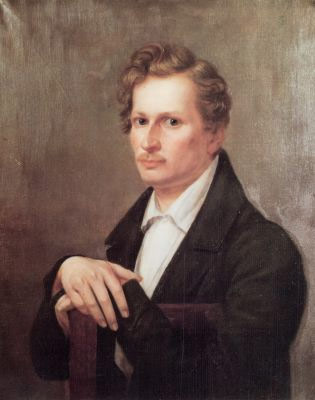
Der Dichter August Graf von Platen-Hallermünde publizierte unter anderem Sonette in den Urania-Taschenbüchern.

### Taschenbuch auf das Jahr 1824
Quelle:
- Johann Daniel Ferdinand Sotzmann: Der dicke Tischler – Ein alt-florentinischer Künstlerschwank. Nebst einem Anhang
- Karl Streckfuss: Der Falk (poetische Erzählung)
- Friedrich Rückert: Lieder
- Friedrich Mosengeil: Das Festspiel zu Petermichelthal (Erzählung)
- Johann Diederich Gries: Gedichte
- Friedrich Kuhn: König Otto der Sachse in Rom
- Wilhelm Müller: Epigramme aus Rom im Jahre 1818
- Wilhelm von Schütz: Gemälde aus Madrid nach Casanova
- August Graf von Platen: Prolog an Goethe zu einer Übersetzung hafisischer Gedichte